# Dorothee Hackenberg
Dorothee Hackenberg (* 1964 in Würzburg) ist seit 2023 Programmchefin von radioeins und radio3 vom Rundfunk Berlin Brandenburg (rbb). 

## Leben und Wirken
Hackenberg studierte Germanistik, Kunstgeschichte und Politik in Würzburg, Wien und Berlin. Von 1987 bis 1989 arbeitete sie als Kulturredakteurin und Moderatorin bei Radio 100 und war von 1989 bis 1991 Kulturredakteurin bei der tageszeitung. Nach Stationen bei Rockradio B (ORB) und Fritz wechselte sie 2001 zu radioeins. 2023 wurde sie Programmchefin von radioeins und übernahm das Amt von ihrem Vorgänger Robert Skuppin, der in die Leitung des Bereichs Kultur im rbb wechselte. Seit dem 15. November 2023 ist sie Programmchefin von radioeins und radio3 (vormals rbbKultur) vom Rundfunk Berlin-Brandenburg.

## Auszeichnungen
2010 – econsense-Journalistenpreis ⁶für den radioeins Radioday „Die schöne neue Welt“ gemeinsam mit Britta Steffenhagen, Julia Vismann und Alina Faltermayr
2025 – Kress pro: Auf der Bestenliste der Radio/Audio-Manager/innen des Jahres